# Artefacte digital

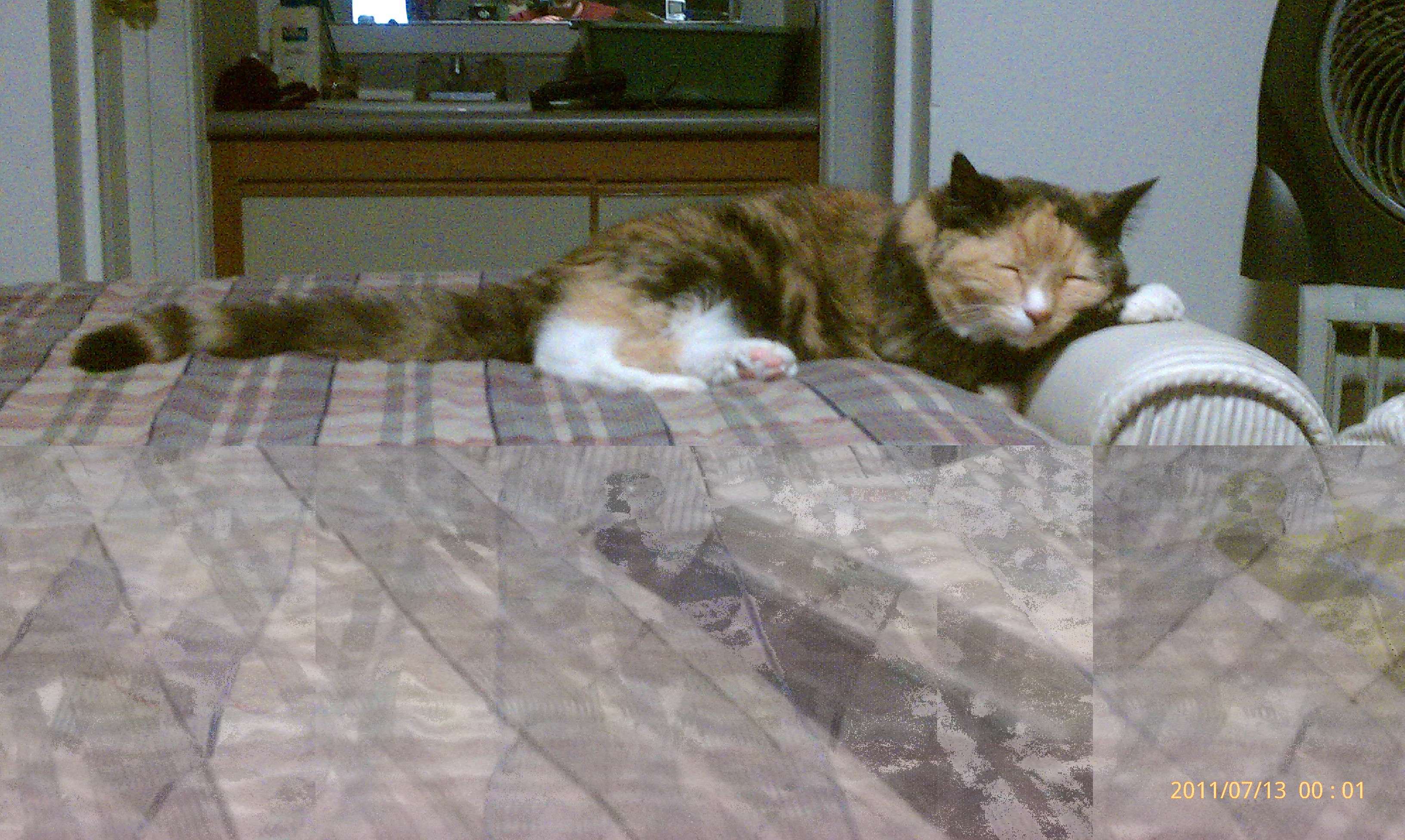
Una càmera d'alguns telèfons intel·ligents no processa del tot un patró de quadrícula complicat.

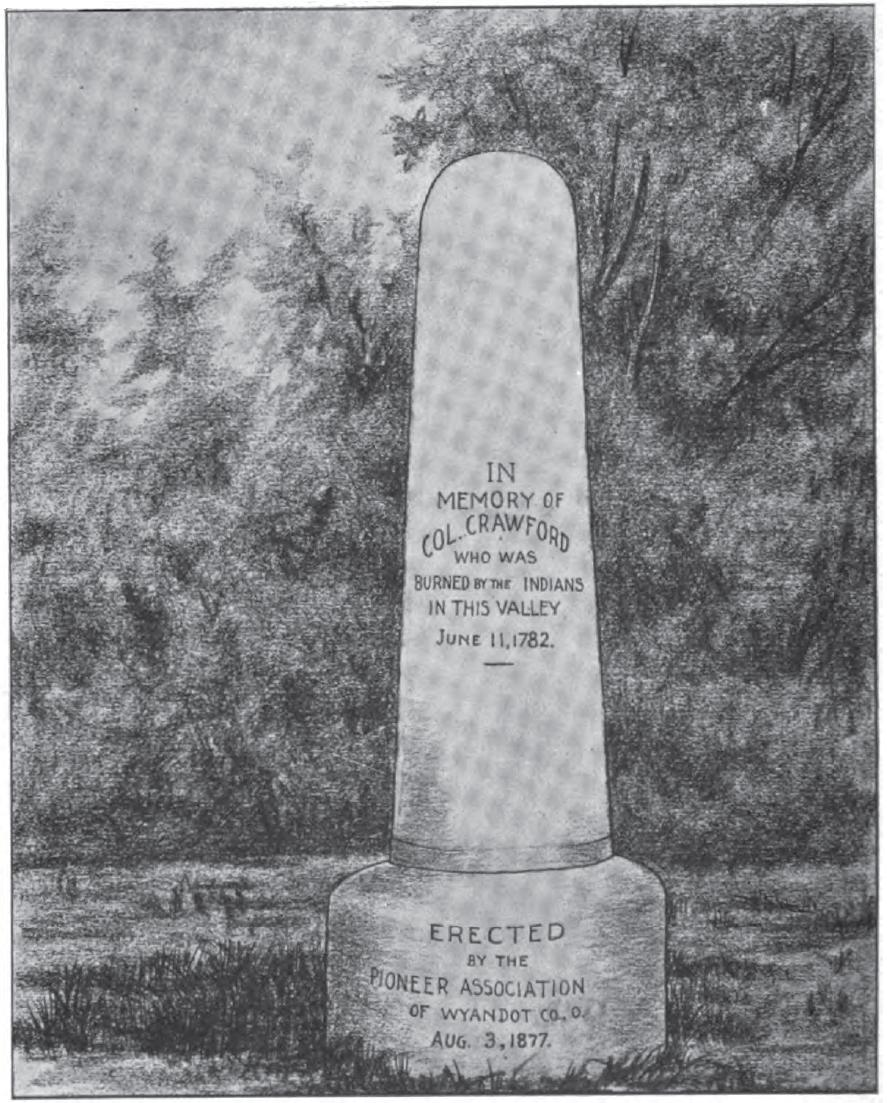
Una exploració d'un dibuix amb grans àrees d'espai en blanc; el patró de moaré, un artefacte d'escanerització.

L'artefacte digital és, en ciències de la informació, qualsevol alteració no desitjada (o desitjada) de les dades introduïdes en un procés digital mitjançant una determinada tècnica o tecnologia o les dues coses alhora. L'artefacte digital pot ser de qualsevol tipus de contingut, com ara text, àudio, vídeo, imatge, animació o una combinació d'aquests.

## Ciències de la informació
En ciències de la informació, els artefactes digitals resulten de:
- Mal funcionament del maquinari: en gràfics per ordinador, es poden generar artefactes visuals cada vegada que un component de maquinari, com ara el processador, el xip de memòria, el mal funcionament del cablejat, etc., corromp les dades. Alguns exemples de mal funcionament inclouen danys físics, sobreescalfament, tensió insuficient i overclocking de la GPU. Els tipus comuns d'artefactes de maquinari són la corrupció de textures i els vèrtexs T en gràfics 3D i el pixelat en vídeo comprimit MPEG.
- Mal funcionament del programari: els artefactes poden ser causats per defectes d'algoritmes com la codificació/decodificació d'àudio o vídeo, o per un pobre generador de números pseudo-aleatoris que introdueixi artefactes distingibles del soroll desitjat en els models estadístics.
- Compressió: es poden generar quantitats controlades d'informació no desitjada com a resultat de l'ús de tècniques de compressió amb pèrdues. Un exemple són els artefactes visuals en algorismes de compressió JPEG i MPEG que s'anomenen artefactes de compressió.
- Aliasing: la imprecisió digital generada en el procés de conversió d'informació analògica en espai digital es deu a la granularitat limitada de l'espai de numeració digital. En gràfics per ordinador, l'aliasing es veu com a pixelació.
- Rolling shutter, l'escaneig de la línia d'un objecte que es mou massa ràpid perquè el sensor d'imatge pugui capturar una imatge unitària.
- Difusió d'errors: els coeficients del nucli poc ponderats donen lloc a artefactes visuals indesitjables.